# Barreales, Querétaro Arteaga
Barreales är en ort i Mexiko.   Den ligger i kommunen Jalpan de Serra och delstaten Querétaro Arteaga, i den centrala delen av landet, 190 km norr om huvudstaden Mexico City. Barreales ligger 1 284 meter över havet och antalet invånare är 278.
Terrängen runt Barreales är kuperad norrut, men söderut är den bergig. Runt Barreales är det glesbefolkat, med 20 invånare per kvadratkilometer. Närmaste större samhälle är Jalpan, 9,5 km norr om Barreales. I omgivningarna runt Barreales växer i huvudsak blandskog.